# Каменка-Бугская
Ка́менка-Бу́гская (укр. Ка́м'янка-Бу́зька) — город во Львовском районе Львовской области Украины. Административный центр Каменка-Бугской городской общины.

## История
Археологические находки свидетельствуют, что местность в районе Каменки-Бугской люди заселили в эпоху меди и бронзы (III—II тыс. до н. э.). Есть две гипотезы, которыми исследователи объясняют происхождение названия «Каменка». Одни выводят это название от реки Каменки, которая пересекает город с севера на юг, другие — от небольших глыб камня, принесённых ледником из Скандинавии.
Первые письменные упоминания о Каменке датируются 1411 годом. В конце XV ст. Каменка-Струмиловая была центром торговли и ремесла. Через город пролегали торговые пути из Киева в Польшу и с Волыни на Львов. Дважды в год здесь проходили ярмарки, каждую неделю происходили торги. В 1578 году город получил право склада для дрогобычской соли. В городе действовали цеха скорняков, кузнецов, сапожников, гончаров, слесарей, мечников. Здесь было 400 домов.
Татарские нападения в конце XV — в начале XVI ст. уничтожили город, он потерял давние привилегии, но 8 апреля 1509 г. король Сигизмунд І вновь подтвердил городские права Каменки.

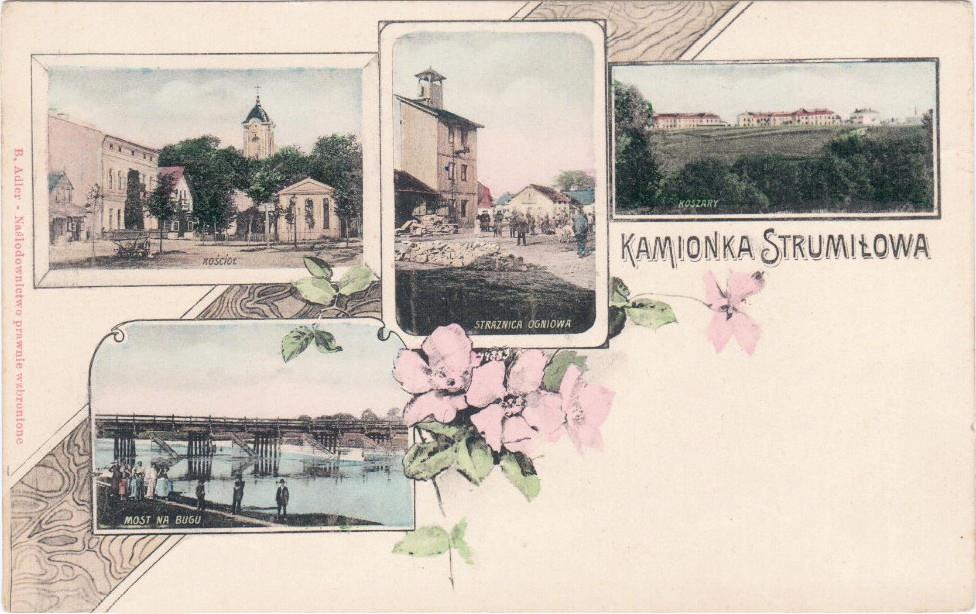
Каменка-Бугская на открытке 1904 года

В XVI—XVII ст. района Каменки вывозили за границу волов, что было одним из наиболее доходных занятий. Крестьяне Каменко-Струмиловского староства в 1636 году отказались отбывать барщину. Особенно же острая борьба против социального и национального гнета разворачивалась в годы Хмельнитчины 1648—1654 гг., когда город был разрушен, население ограблено.
В XVIII ст. город постепенно возродился и остался центром ремесленного производства. Здесь работали скорняжный, сапожный, ткацкий, кузнеческо-слесарный, бондарский, гончарный, столярно-токарский и мечницкий цеха, а также цех рыбаков. В 1880 году население Каменки-Струмиловой насчитывало 6107 лиц. В городе действовали кирпичный завод, винокурня, паровая мельница, лесопильная завод, на котором изготовляли паркет, смолу, терпентин и древесный уголь. В австрийские времена Каменка-Струмилова имела также железнодорожную станцию, уездное правительство, городскую управу, суд, почту, телеграф, налоговое правительство, ссудные кассы, аптеку и два прихода — греко-католический и римско-католический.
В 1944 город Каменка-Струмиловская переименован в Каменка-Бугская.

## Население
По данным переписи 2001 года, украинцы составляли 95,49 % населения города, русские — 3,29 %.

### Языковой состав
Родной язык населения по данным переписи 2001 года:
| Язык       | Численность, чел. | Доля     |
| ---------- | ----------------- | -------- |
| Украинский | 11 084            | 96,30 %  |
| Русский    | 375               | 3,26 %   |
| Другое     | 51                | 0,44 %   |
| Итого      | 11 510            | 100,00 % |

Украинский язык является основным и единственным официальным языком города.

## Известные жители и уроженцы
- Грабиньский Стефан (1887—1936) — польский писатель (родился в Каменке).
- Дмитрук Клим Евгеньевич — украинский историк и публицист (родился в Каменке).
- Коркис, Адольф Авраам (1865—1921) — польский писатель. (родился в Каменке)
- Лемпицкий, Станислав (1886—1947) — польский учёный, писатель, профессор, член-корреспондент Польской академии знаний (родился в Каменке).

## Галерея

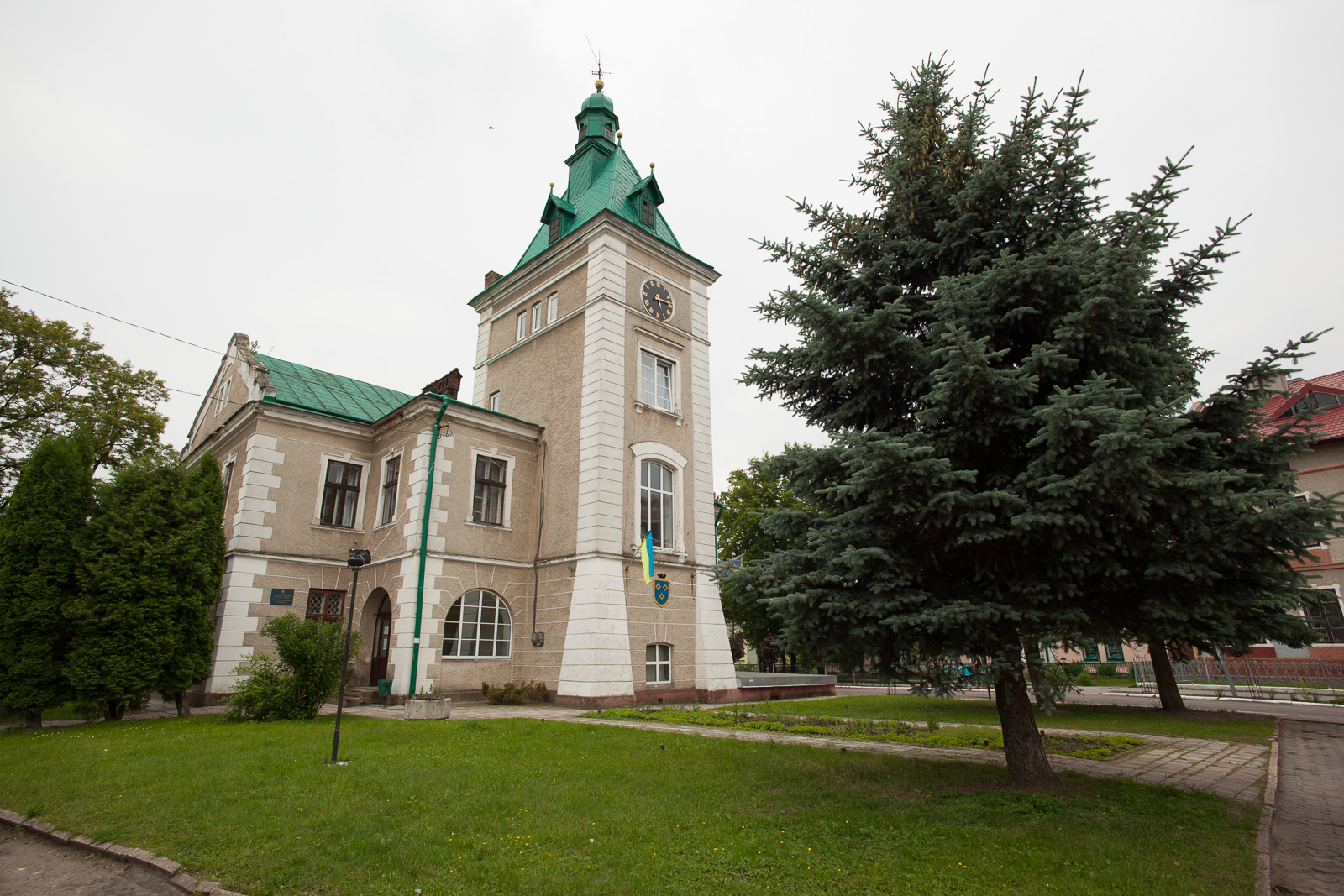
Ратуша
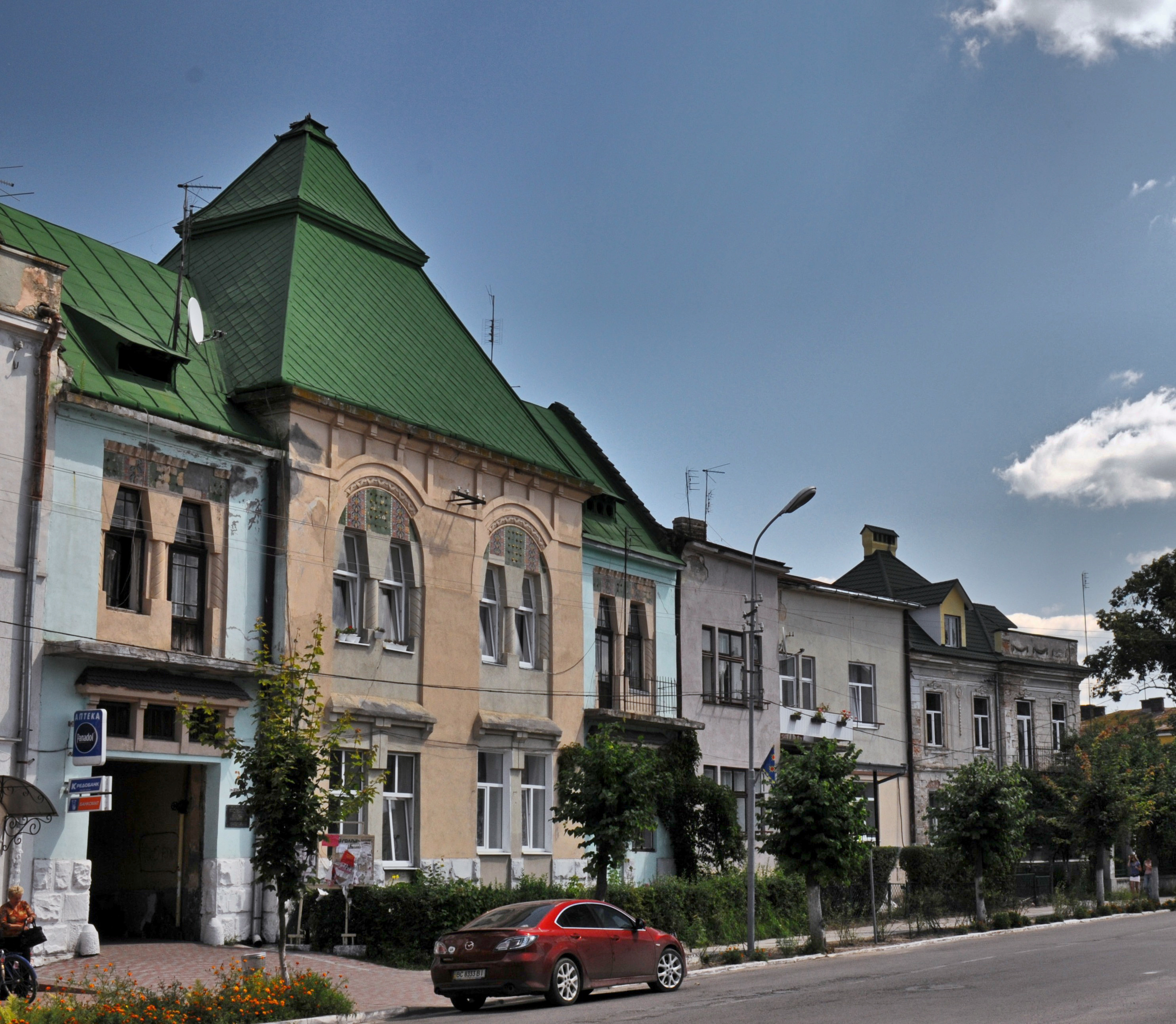
Центр творчества детей и юности
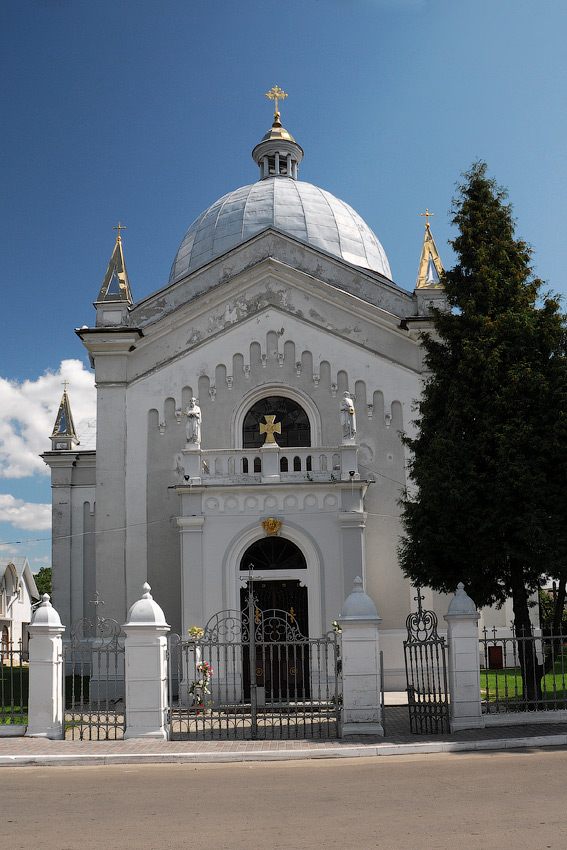
Церковь Рождества Богородицы
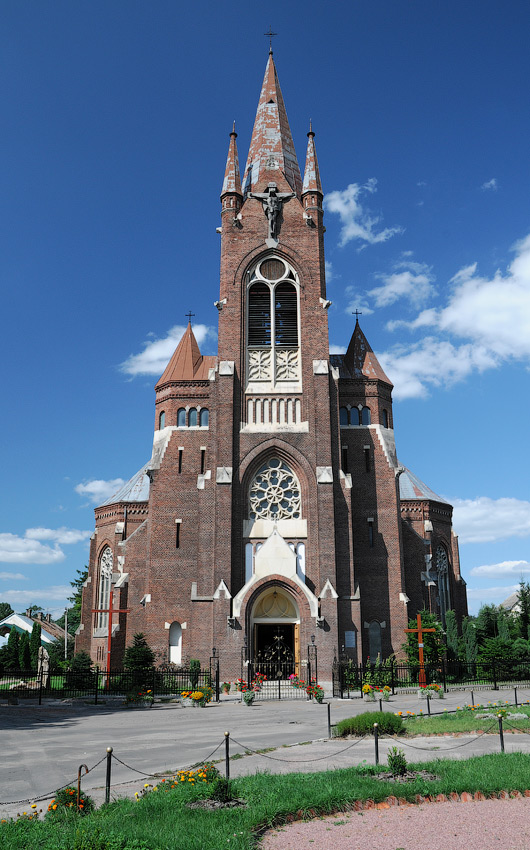
Церковь Успения Богородицы
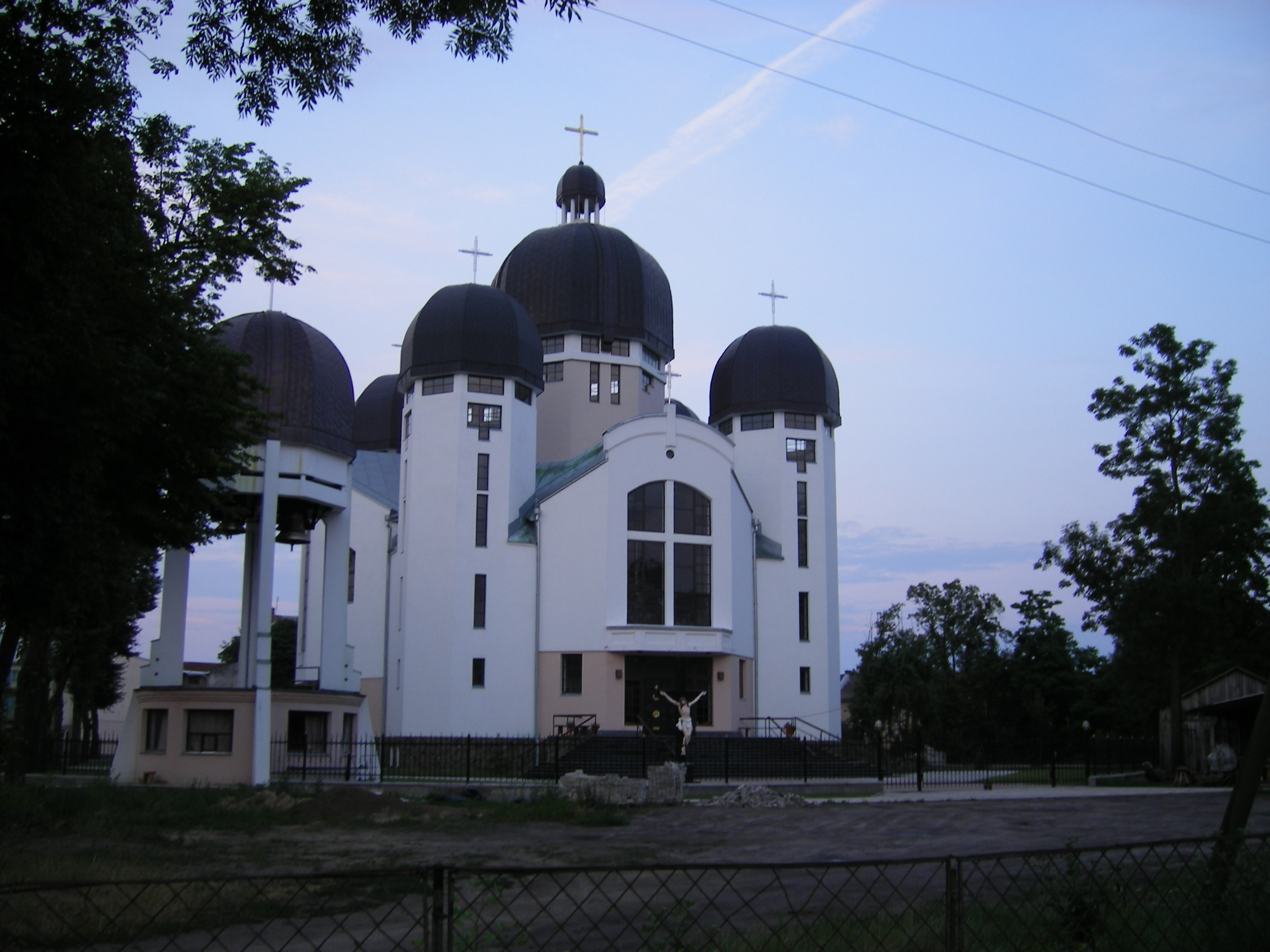
Церковь Преображения Господнего
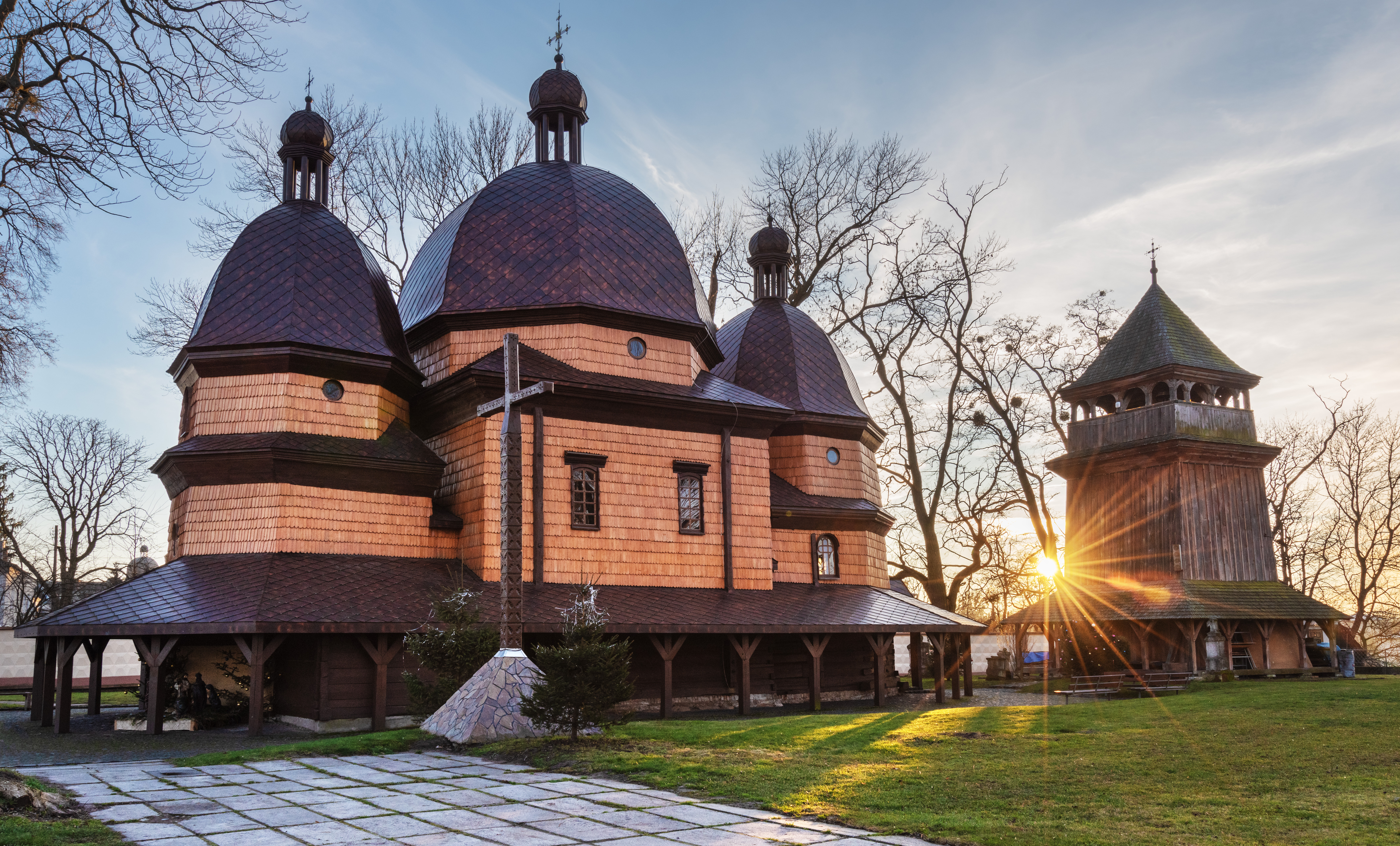
Церковь святого Николая